# Automatic warning system

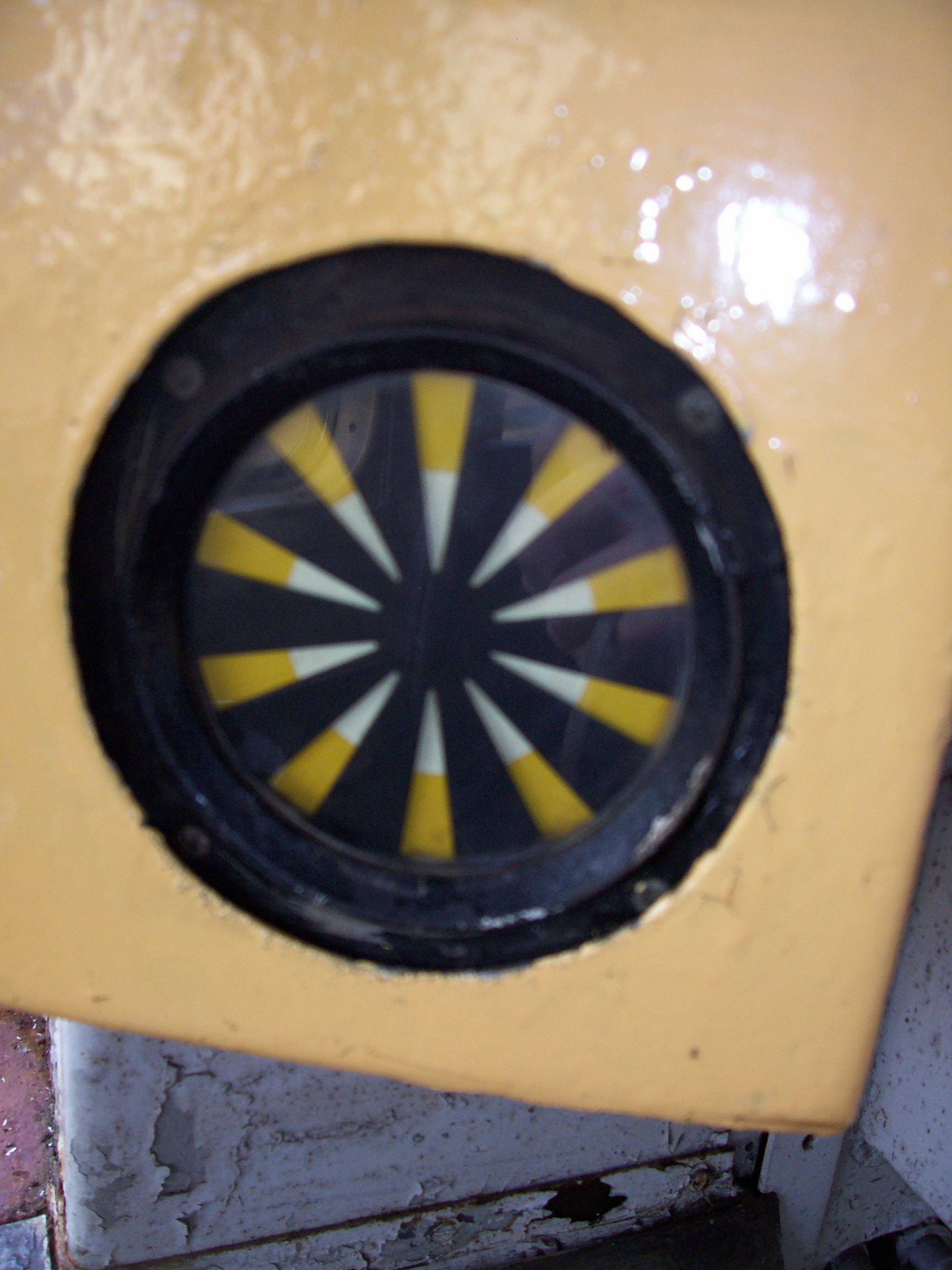
Indicador visual, "Sunflower", situat en la cabina de conducció d'un tren anglès.

L'automatic warning system (AWS, literalment en català sistema d'alarma automàtic) és un senyal que se situa en la cabina de conducció dels trens, establerta en els ferrocarrils britànics l'any 1956. La seva funció és obeir senyals ferroviaris, treballant com una ajuda per als conductors.
Aquest sistema es basa en el sistema automatic train control (ATC), desenvolupat per Alfred Ernest el 1930, el qual va acabar sent reemplaçat pel sistema "AWS" a la regió occidental dels ferrocarrils britànics.

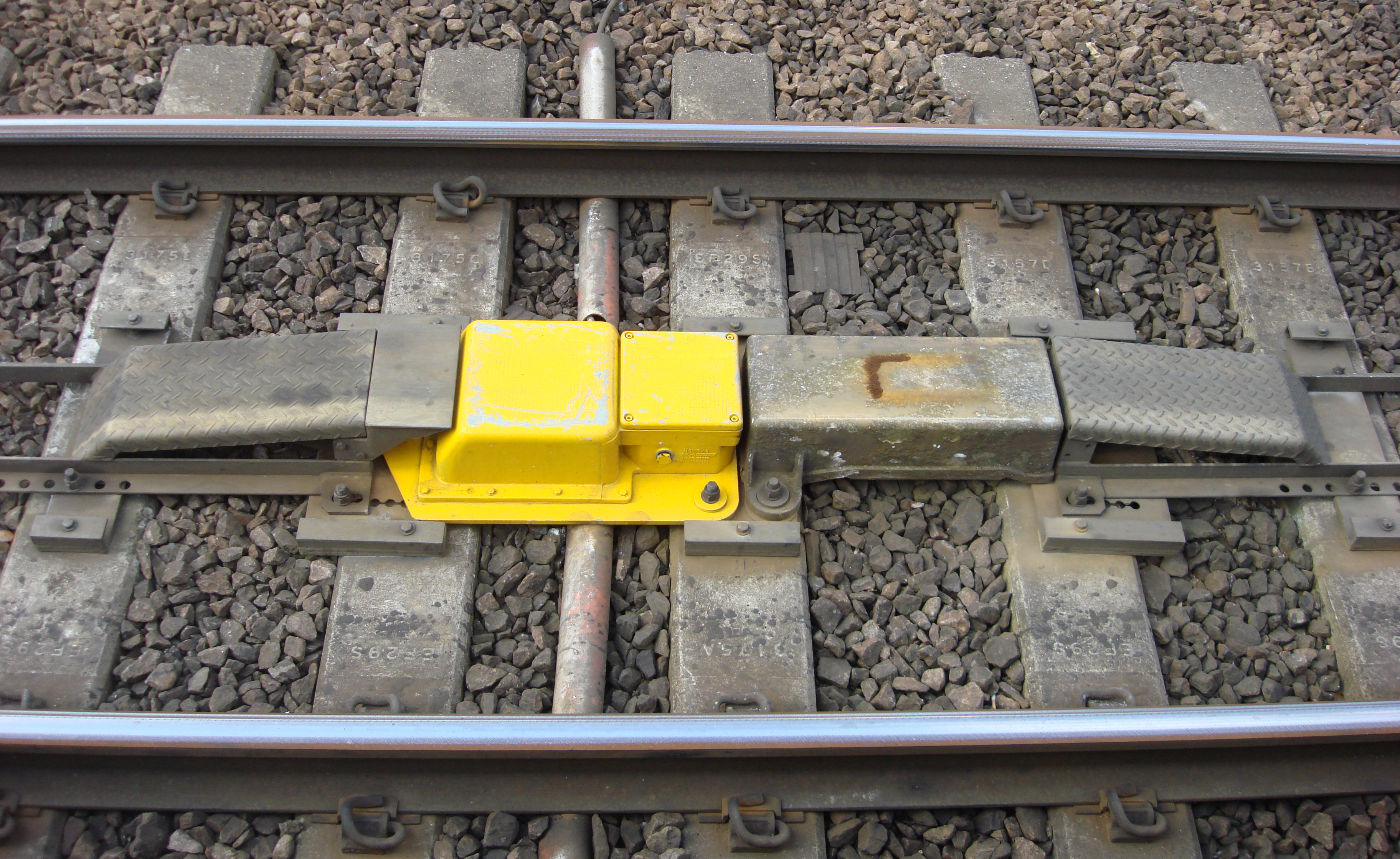
Inductor instal·lat al centre d'una via fèrria.

## Principis d'operació
El AWS és part del sistema de seguretat ferroviari, i la seva funció és informar al conductor de la indicació del proper senyal. Aquestes alertes es donen abans dels 180 m d'on es troben les mateixes.
Les alertes es transmeten a través d'un sistema electromagnètic, el qual posseeix dispositius, denominats inductores, en la via i en la part inferior del tren. Cada inductor posseeix un imant i un electroimant, aquest últim cancel·la l'efecte del magnetisme permanent entre tots dos dispositius.
Quan el tren travessa un inductor del sistema AWS, es produeix en la cabina del mateix una alarma visual i sonora. Si el proper senyal li indica via lliure al tren, l'indicador visual del AWS en la cabina de conducció mostrarà el color negre i es produirà una campanada. Si el proper senyal indica "precaució", el sistema AWS farà sonar una alarma contínuament fins que el conductor pressioni un botó per reconèixer la indicació. El sistema AWS també farà sonar una alarma de "amonestació" al conductor, en apropar-se a un indicador de velocitat màxima. Quan es reconeix l'alarma, l'indicador visual canvia a un color de rajos negres i grocs, que persisteix fins a travessar el proper inductor del AWS, on s'assenyala al conductor que ha cancel·lat el sistema AWS i té la completa responsabilitat del maneig del tren, i si el botó no es pressionés en un lapse de 3 segons, s'aplicarien els frens d'emergència, produint-se la completa detenció del tren.

## Components
El sistema AWS utilitzat en els ferrocarrils britànics es compon dels següents elements:
- Un imant al centre de la via, aproximadament situat 180 m abans d'un senyal o indicador de velocitat màxima.
- Un electroimant al centre de la via, el qual es troba al costat de l'imant però posseeix polaritat oposada a aquest.
- Un indicador visual, de forma circular i de color groc i negre, en anglès denominat "AWS Sunflower".
- Un dispositiu que el connecti amb els frens del tren.
- Un botó en la cabina de conducció de reconeixement del AWS.
- Un panell de control del sistema AWS.